# People Mover (Venedig)
Koordinaten: 45° 26′ 30,4″ N, 12° 18′ 37,1″ O
| People Mover |                    |                     |                     |
| Strecke des People Movers |                    |                     |                     |
| Streckenlänge: | 0,822 km           |                     |                     |
| Spurweite: | ? mm               |                     |                     |
| Streckengeschwindigkeit: | 8 m/s = 28,80 km/h |                     |                     |
| |                    |                     |                     |
| \| \| 0,000 \| Isola de Tronchetto \| Isola de Tronchetto \| \| \| 0,431 \| Station Marittima \| Station Marittima \| \| \| 0,822 \| Piazzale Roma \| Piazzale Roma \| |                    |                     |                     |
| Haltepunkt / Haltestelle Streckenanfang | 0,000              | Isola de Tronchetto | Isola de Tronchetto |
| Haltepunkt / Haltestelle | 0,431              | Station Marittima   | Station Marittima   |
| Haltepunkt / Haltestelle Streckenende | 0,822              | Piazzale Roma       | Piazzale Roma       |

Der People Mover in Venedig ist eine seilgezogene Kabinenbahn, welche die Insel Tronchetto mit dem Piazzale Roma verbindet.

## Geschichte

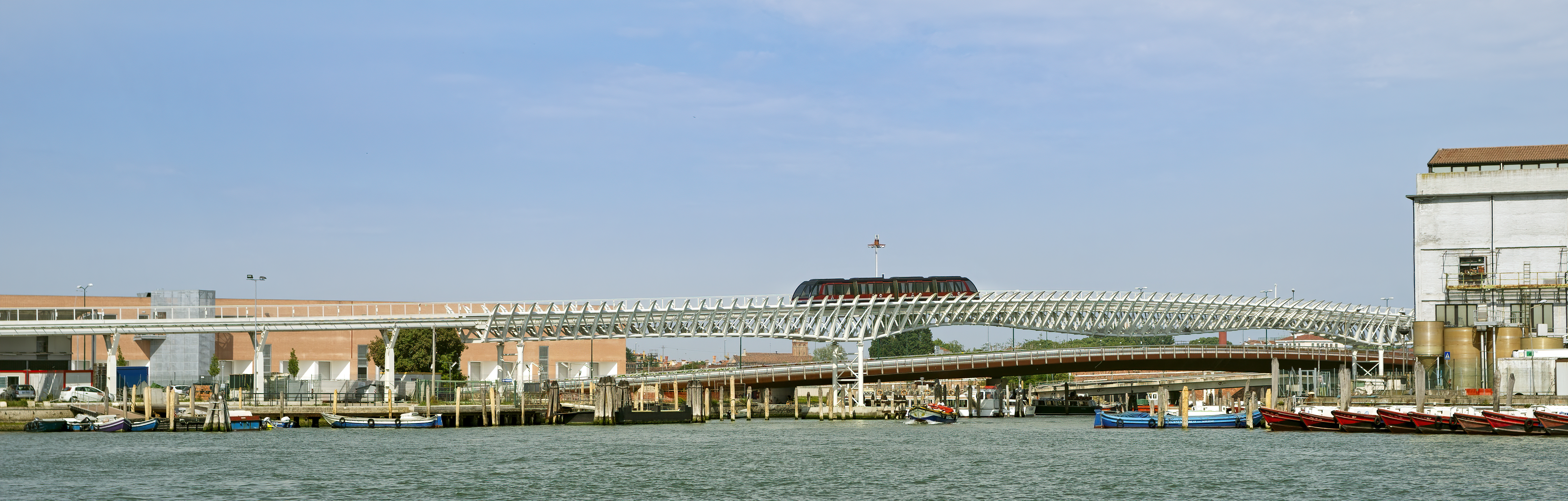
People Mover über der Lagune von Venedig.

Die Firma Doppelmayr wurde 2006 von der örtlichen Straßen- und Parkraumverwaltung Azienda Servizi Mobilità S.p.A. (ASM) beauftragt, die 822 Meter lange Strecke zu errichten. Die 18 Millionen Euro teure Strecke wurde am 19. April 2010 eröffnet.

## Technik
Die Strecke verläuft von der Insel Tronchetto über die Station Marittima zum Piazzale Roma unweit der Ponte della Costituzione. Auf Stelzen in einer Höhe von sieben Metern fahren zwei fahrerlose Züge mit einem Fassungsvermögen von je 200 Personen mit einer Geschwindigkeit von 8 m/s. Laut Angaben des Betreibers ACTV können so 3000 Personen in der Stunde transportiert werden. Die Fahrt von Tronchetto zum Piazzale Roma dauert 3 Minuten.